# Supplizio dell'elefante

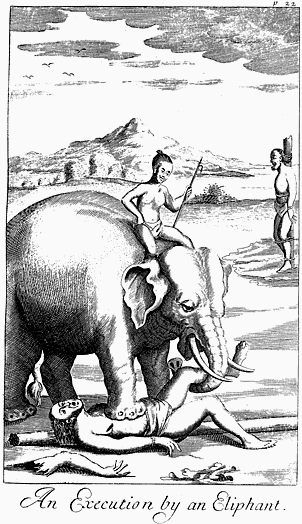
Gli elefanti smembravano occasionalmente i corpi dei condannati, come viene mostrato in questo disegno del 1681 da An Historical Relation of the Island Ceylon, di Robert Knox.

Il supplizio dell'elefante è stato un metodo di esecuzione comune per i condannati a morte nell'Asia meridionale e nel Sud-est asiatico, specialmente in India, per quasi 4 000 anni. Gli elefanti venivano utilizzati in questo caso per schiacciare, smembrare o torturare i condannati in esecuzioni pubbliche.

## Fonti storiche
Le prime fonti sull'argomento risalgono all'antichità classica. Tuttavia, la richiamata pratica era già formalmente stabilita allora e ha continuato a esistere fino al XIX secolo. I Romani e i Cartaginesi usarono questo metodo in alcune occasioni; nella Bibbia, poi, esso è menzionato (nel capitolo 3 del Deuteronomio) nella storia di Giuseppe e nel Libro dei Maccabei in relazione agli Egizi.
Tale uso attrasse spesso l'interesse dei viaggiatori europei, che in genere erano terrorizzati da quelle scene, tanto da formarsi una specifica letteratura, attraverso servizi su giornali coevi e diari di viaggio in Asia. La pratica fu soppressa dagli imperi europei, che colonizzarono la regione nei secoli XVIII e XIX.

## Aspetti culturali
La veste di boia si affiancava al ruolo che gli elefanti detenevano come simbolo del potere reale. L'intelligenza e la versatilità, oltre a un carattere domestico, conferiva loro vantaggi considerevoli, almeno rispetto ad altre specie, in particolare della fauna selvatica, quali leoni e orsi, spesso utilizzati dai romani come mezzo di morte. Gli elefanti potevano allenarsi per l'esecuzione con i più svariati metodi, prolungando l'agonia della vittima di turno, mediante più lente torture o più rapide compressioni della testa. Tutto avveniva, in ogni caso, sotto il controllo costante del conduttore (mahout), cosa che permetteva la possibilità di ottemperare tempestivamente all'eventuale concessione della grazia.
Si ha notizia di episodi di grazia in vari regni asiatici. Si narra che i re del Siam allenassero gli elefanti a fare inginocchiare il condannato a terra lentamente, di modo che non fosse ferito gravemente. Si racconta che Akbar, il sultano dell'impero Moghul, «usava gli elefanti per castigare i ribelli e alla fine ai prigionieri, presumibilmente già torturati, veniva concessa la grazia.» A tal proposito è stato segnalato di come, in un'occasione, Akbar avesse fatto lanciare un uomo agli elefanti, trattamento che aveva fatto ripetere per cinque anni, al termine dei quali concesse al malcapitato il proprio perdono. Questi animali venivano usati occasionalmente anche come forma di ordalia, secondo la quale il condannato sarebbe stato liberato se fosse riuscito a scappare dall'elefante.

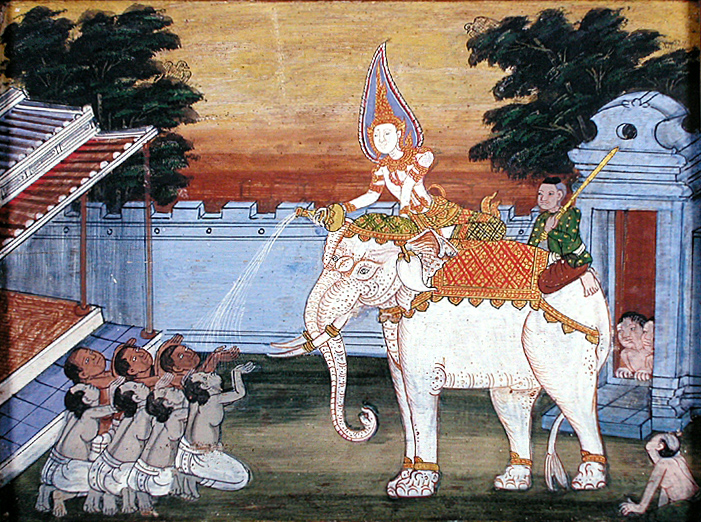
Un elefante bianco reale, simbolo del potere in Thailandia.

Una tale utilizzazione degli elefanti rivestiva anche un carattere simbolico. Attraverso l'elefante, infatti, veniva rappresentato il potere reale, di modo che il particolare tipo di esecuzione facesse comprendere al popolo come il potere reale si incaricasse di dispensare la vita e la morte. Gli elefanti erano in molte culture asiatiche un simbolo dell'autorità reale (e continuano a esserlo in alcuni luoghi, come in Thailandia, dove quelli bianchi sono ancora trattati con reverenza). Erano usati, inoltre, come strumento di potere da parte dello Stato; il governante che avesse saputo guidare con maestria gli esemplari più poderosi, facendosi obbedire completamente, dimostrava in tal modo un dominio morale e spirituale anche sulle fiere più selvatiche, che si univa all'autorità e all'alone mistico che esercitava sui sudditi.
La morte provocata da elefante si registra anche in alcune parti dell'Africa e dell'Asia Meridionale, dove gli umani e gli elefanti coesistono. Solo in Sri Lanka muoiono tra le 50 e le 100 persone all'anno in rapporto a tale coesistenza.
Questi casi non sono però il risultato di attacchi da parte di specie ammaestrate come strumento di offesa e di morte, bensì di elefanti selvatici. Il rischio di essere schiacciato da un elefante ammaestrato o in cattività si corre annualmente anche allo zoo, dove soprattutto guardiani e ammaestratori sono vittime di incidenti.
Nel 1926, quando lavorava come ufficiale di polizia nel governo britannico coloniale in Birmania, George Orwell si vide obbligato a occuparsi di un incidente nel quale un elefante addomesticato, correndo all'impazzata, aveva ucciso un uomo calpestandolo. Orwell descrisse l'incidente nel famoso saggio Sparando a un elefante, nel quale segnalò che «...la frizione del piede della gran bestia aveva strappato la pelle della sua schiena con la stessa pulizia con cui si spella un coniglio».

## Zone geografiche
Il supplizio dell'elefante è stato utilizzato in diverse parti del mondo, tanto in imperi d'Oriente come in quelli d'Occidente.
Sebbene gli elefanti africani siano più grandi degli elefanti asiatici, l'uso dell'elefante in Africa fu molto minore, in guerra come all'interno di specifici cerimoniali. Questo è attribuibile al fatto che l'elefante africano è molto più difficile da addomesticare di quello asiatico. Alcuni degli antichi imperi africani utilizzavano gli elefanti, sebbene si tratti di una specie (o sottospecie) che oggigiorno è estinta: la Loxodonta pharaoensis.
L'uso degli elefanti addomesticati, perciò, si circoscrive alle zone geografiche abitate (o anticamente abitate) dagli elefanti asiatici.

## Potenze asiatiche

### Ovest asiatico
Le esecuzioni con elefanti furono perpetrate da vari poteri imperiali dell'ovest asiatico in particolare durante il periodo medievale. Alcune fonti segnalano come l'Impero bizantino, l'Impero sasanide, la dinastia selgiuchida e la dinastia timuride utilizzassero questo metodo. Quando il re sasanide Cosroe II di Persia, che aveva un harem di 3 000 donne e 12 000 schiave, ordinò che gli venisse concessa in sposa Hadiqah, figlia del cristiano Arab Na'aman, questi non volle permettere l'entrata della sua figlia cristiana nell'harem di un zoroastra. Per la sua opposizione fu condannato a morte mediante il supplizio dell'elefante.
Tale pratica sembra sia stata adottata in diverse aree del medio ovest musulmano.
Il rabbino Petachiah di Ratisbona, viaggiatore ebreo del XII secolo, commentò un'esecuzione di questo tipo cui aveva assistito durante un suo soggiorno nel nord della Mesopotamia:

### Sud Asia

#### Sri Lanka
Di fatti analoghi vi è testimonianza anche nel subcontinente indiano e nel sud-est asiatico. Il marinaio inglese Robert Knox, in un testo del 1681, descrisse un metodo di esecuzione con un elefante che vide mentre si trovava prigioniero in Sri Lanka:
Un viaggiatore del XIX secolo, James Emerson Tennent, commentò che «un capo dello Sri Lanka, che era stato testimone di tali scene, ha assicurato che gli elefanti in nessun caso usarono i loro canini fino a che, ponendo il piede sulla vittima prostrata, gli strappavano le membra con movimenti repentini delle zampe». Il già citato Robert Knox effettuò del metodo una descrizione grafica, disegnandolo nel suo libro An Historical Relation of the Island Ceylon.
Un'altra fonte è costituita dal racconto del diplomatico britannico Sir Henry Charles Sirr, il quale si recò ad ammirare uno degli elefanti che erano stati usati da Sri Vikrama Rajasinha, l'ultimo re di Kandy, per l'esecuzione di criminali. Il supplizio fu abolito dai britannici una volta formato il regno nel 1815, ma l'elefante del re era ancora vivo e, evidentemente, ricordava i suoi antichi doveri, tanto che Sirr commentò:
Il capo allora dette un ordine alla creatura: «Uccidi il miserabile!». L'elefante alzò la sua proboscide e la girò, come se stesse stringendo un uomo; allora cominciò a fare movimenti come se depositasse l'uomo davanti a lui, alzò lentamente la sua zampa davanti, collocandola alternativamente nei luoghi dove le membra del condannato sarebbero state. L'elefante continuò nella sua opera per alcuni minuti; dopo, come se fosse soddisfatto del fatto che le ossa si fossero rotte, l'elefante alzò la proboscide sulla testa e rimase fermo. Il capo, allora gli ordinò 'finisci il lavoro', e la bestia immediatamente collocò un piede dove sarebbe stato l'addome della vittima e l'altro dove sarebbe stata la testa, apparentemente usando tutta la sua forza per schiacciarlo e terminare la sofferenza del condannato.»

#### India

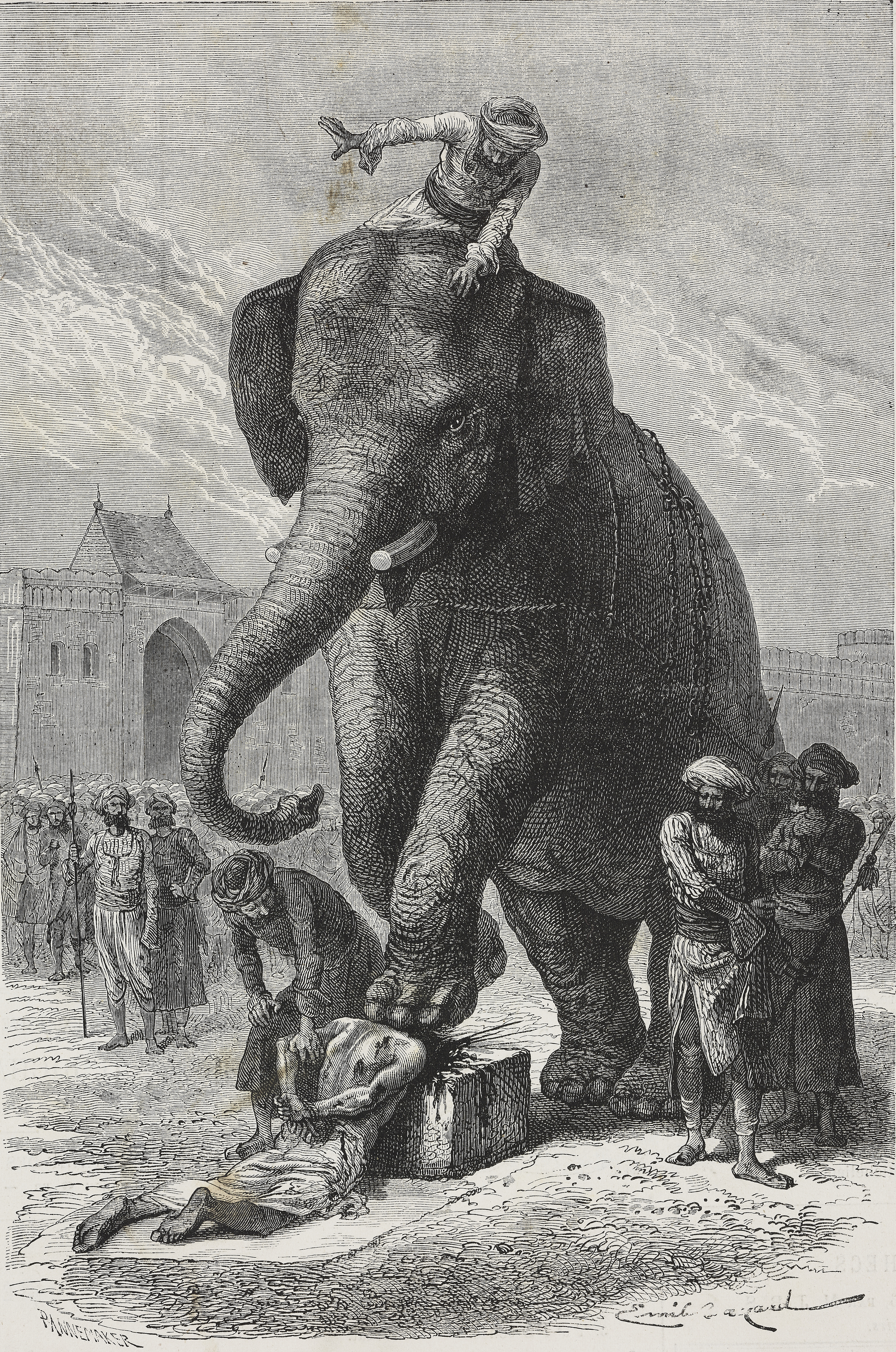
Rousselet descrisse questa esecuzione in Le Tour du Monde nel 1868.

In India gli elefanti furono il più diffuso mezzo di esecuzione. I governanti indù e musulmani ponevano «sotto i piedi degli elefanti» gli evasori delle tasse, i ribelli e i soldati nemici senza distinzione. Le antiche Leggi di Manu, scritte attorno al II secolo a.C., condannavano al supplizio dell'elefante per le più diverse offese. In caso di furto, ad esempio, «il re avrebbe fatto in modo che qualunque ladro catturato in connessione con detta sparizione fosse eseguito da un elefante.».
Durante l'era dell'Impero Moghul, «era una forma abituale di esecuzione in quei giorni il mandare il colpevole sotto le zampe di un elefante.». Molte fonti confermano questo modo di procedere. Il capitano Alexander Hamilton, ad esempio, descriveva in uno scritto del 1727 come Shah Jahan, governante dell'Impero, ordinò che un comandante militare fosse portato "al Giardino degli Elefanti, e che lì fosse giustiziato da un elefante, che, è riconosciuto, porta a una morte terribile e vergognosa." L'imperatore Humayun, dalla sua parte, ordinò che fosse giustiziato così un imam del quale credeva (sembra erroneamente) che si mostrasse critico verso il suo regno. Altri monarchi, come l'imperatore Jahangir, adottarono anch'essi questo tipo di esecuzione per loro proprio diletto, e si dice che ordinò che un gran numero di criminali fossero schiacciati per questo scopo. In questo caso, il viaggiatore francese, che fu testimone delle esecuzioni, ricordava la sua tristezza al contemplare il piacere che l'imperatore otteneva da questo castigo tanto crudele. Tuttavia, lo schiacciamento non era l'unico metodo utilizzato dall'Impero Moghul: nel sultanato di Delhi gli elefanti si allenavano per ridurre i prigionieri in pezzi mediante l'uso di "coltelli affilati aderenti ai loro canini."
Tuttavia, i Moghul non erano gli unici che usavano il supplizio dell'elefante; durante il XVIII secolo l'Impero Maratha, rivale dei Moghul, usò anch'esso questo metodo di esecuzione. Shambhuji, ad esempio, ordinò questa forma di esecuzione per una serie di cospiratori, includendo gli ufficiali Anaji Datto, sul finire del XVII secolo. Il maratha Sardar Santaji Ghorpade (1764-1794) ammise di avere una debolezza per questo tipo di pena in particolare di fronte ai minimi errori, per i quali sentenziava l'accusato a essere schiacciato sotto le enormi zampe del suo elefante reale. Lo storico contemporaneo Khafi Khan racconta che "per una offesa senza importanza, Santaji avrebbe mandato un uomo sotto i piedi di un elefante."
Robert Kerr, scrittore del XIX secolo, racconta come il re di Goa "mantiene una serie di elefanti per l'esecuzione dei malfattori. Quando uno di essi è chiamato per sbrigare un criminale, se il guardiano vuole che l'accusato sia distrutto rapidamente, questa immensa creatura lo schiaccerà istantaneamente atomizzandolo sotto i suoi piedi; ma se desidera torturarlo, gli romperà le membra una dopo l'altra, come gli uomini si rompono nella ruota." Il naturalista Georges-Louis Leclerc de Buffon citava questa flessibilità di proposito come evidenza del fatto che gli elefanti erano capaci di "ragionamento umano, in luogo di semplice istinto naturale."
La maggior parte dei Raja conservavano gli elefanti con l'unico scopo di usarli per le esecuzioni. D'altra parte queste esecuzioni spesso avvenivano in pubblico come avvertenza per chiunque si azzardasse a infrangere la legge. Per questo fine, molti degli elefanti erano specialmente grandi, spesso pesavano più di nove tonnellate. Si cercava di fare in modo che le esecuzioni fossero spaventose, perfino ripugnanti, e, a giudicare dai racconti che ci sono pervenuti, lo dovevano essere realmente. Spesso lo stesso elefante si occupava della tortura pubblica del condannato, prima di ucciderlo. Si conosce un racconto di questo tipo di tortura ed esecuzione nella città di Vadodara nel 1814, che è stato preservato negli Aneddoti di Percy
L'uso di elefanti per le esecuzioni continuò fino a una buona metà del XIX secolo. Durante una spedizione in India centrale nel 1868, Louis Rousselet descrisse l'uso di un elefante per giustiziare un criminale. Si fece una bozza dell'esecuzione, dove veniva mostrato il colpevole forzato a mantenere la testa su di un piedistallo mentre una zampa dell'elefante gliela schiacciava. Dalla bozza si realizzò un'incisione e fu impressa nella popolare rivista francese di viaggi e avventure "Le Tour du Monde".
Durante il XVIII e XIX secolo era prassi comune che le corti di giustizia musulmane del sud dell'Asia condannassero i loro giudicati colpevoli a morire per supplizio dell'elefante. Con il potere crescente dell'Impero britannico questo tipo di esecuzioni fu ridotto in modo graduale, fino a che sparì. In uno scritto del 1914 Eleanor Maddock segnalò che nel Kashmir, dall'arrivo degli europei, "molte delle antiche abitudini stavano sparendo, e una di queste era la spaventosa usanza di giustiziare i criminali mediante un elefante allenato per questo scopo, che veniva conosciuta con il nome ereditario di 'Gunga Rao'."

### Sud-est asiatico
In ogni caso, gli indiani non monopolizzarono questo tipo di esecuzione, che sembra esser stato usato ampiamente anche nel sud-est asiatico. Gli elefanti si dice che siano stati usati per le esecuzioni in Myanmar dai tempi storici più antichi così come nel regno di Champa, l'altro lato della penisola Indocina. Nel Siam gli elefanti si allenavano per lanciare il condannato in aria prima di farlo rotolare verso la morte. Il diario di John Crawfurd raccoglie un altro metodo di esecuzione mediante un elefante utilizzato nel regno di Cocincina (attualmente il sud del Vietnam), dove servì come messaggero inglese del 1821:

## Imperi occidentali
I romani, i cartaginesi e i macedoni utilizzarono per molti secoli gli elefanti con fini militari (il caso più famoso è quello degli elefanti di Annibale), e occasionalmente per portare a termine esecuzioni. Secondo i cronisti antichi, la morte sotto lo zoccolo di un elefante era comune per i disertori e i prigionieri, così come per i criminali militari.
Perdicca, che divenne reggente della Macedonia dopo la morte di Alessandro Magno nel 323 a.C., fece in modo che nella città di Babilonia gli ammutinati della fazione di Meleagro fossero gettati agli elefanti per essere schiacciati. Lo scrittore romano Quinto Curzio Rufo, nel suo Historiae Alexandri Magni, scrisse: "Pérdicas vide che [gli ammutinati] erano paralizzati e alla loro mercé. Separò dal corpo principale i 300 uomini che avevano seguito Meleagro nel tempo in cui era uscito dal primo incontro tenuto dopo la morte di Alessandro, e davanti agli occhi di tutto l'esercito li gettò agli elefanti. Tutti furono feriti fino alla morte sotto le zampe delle bestie..."
In modo simile, lo scrittore romano Valerio Massimo illustrò come il generale Lucio Emilio Paolo Macedonico «dopo che il re Perseo fu sconfitto [nel 167 a.C.], per lo stesso errore (diserzione) gettò gli uomini sotto gli elefanti per essere schiacciati (...) E realmente la disciplina militare abbisogna di questi tipi di castigo severo, dato che così è come la forza delle armi si mantiene ferma, la quale, quando si allontana dalla retta via, sarà sovvertita.»
Esistono anche testimonianze circa l'uso di elefanti come forma di esecuzione per la popolazione civile. Uno degli esempi è quello descritto da Flavio Giuseppe nel Deuteronomio, sebbene la storia sia probabilmente apocrifa. Nel terzo libro dei Maccabei si descrive un tentativo di Tolomeo IV di schiavizzare gli ebrei dell'Egitto con il simbolo di Dioniso. Dato che la maggior parte degli ebrei resistette, sembra che il re diede ordine di circondarla in modo che fosse schiacciata dagli elefanti. L'esecuzione in massa fu alla fine evitata, si suppone per l'intervento di angeli, dopo della quale Tolomeo adottò un nuovo comportamento più tollerante con i suoi sudditi.